# Christoph von Rappe (General)
Christoph von Rappe († 1725) war ein kurländisch-polnischer General.

## Leben
Christoph von Rappe entstammte dem kurländisch-preußischen Adelsgeschlecht von Rappe. Er war ein Sohn des königlich polnischen Oberstleutnants Heinrich von Rappe und der Veronica von Korff. Sein Bruder, Otto Ernst von Rappe († 1707), war in Kurland und Preußen begütert, ebenfalls königlich polnischer Generalmajor, zudem Truchseß von Polnisch Livland und Festungskommandant in der Ukraine.
Christoph von Rappe war seit 1691 Kommandant der Festung Soroka am Dniestr, seit 1701 königlich polnischer Generalmajor und von  1710 bis 1714 Kommandant der polnischen Festung in Kamjanez-Podilskyj. Er stand in regem Briefwechsel mit seinem Vorgesetzten, dem Kronen-Hetman Adam Mikołaj Sieniawski.
Er war verheiratet mit Margaretha Eleonora von Götzen, somit Schwager von Johann Dietrich von Hoverbeck, und Vormund von dessen beiden Söhnen, die wie seine eigene Frau und Kinder in Preußen lebten.